# Iridana hypocala
Iridana hypocala är en fjärilsart som beskrevs av Eltringham 1929. Iridana hypocala ingår i släktet Iridana och familjen juvelvingar. Inga underarter finns listade i Catalogue of Life.